# Ariel Lijo
Ariel Oscar Lijo (Buenos Aires, 19 de octubre de 1968) es un abogado y juez federal argentino,conocido por haber investigado causas de fuerte repercusión pública, algunas de las cuales involucraron a altos funcionarios políticos del gobierno del expresidente Carlos Menem, a la ex presidenta Cristina Fernández de Kirchner, al exvicepresidente Amado Boudou en el caso Cicconey al expresidente Mauricio Macri en la causa por la negociación Grupo Macri-Correo Argentino.

## Biografía

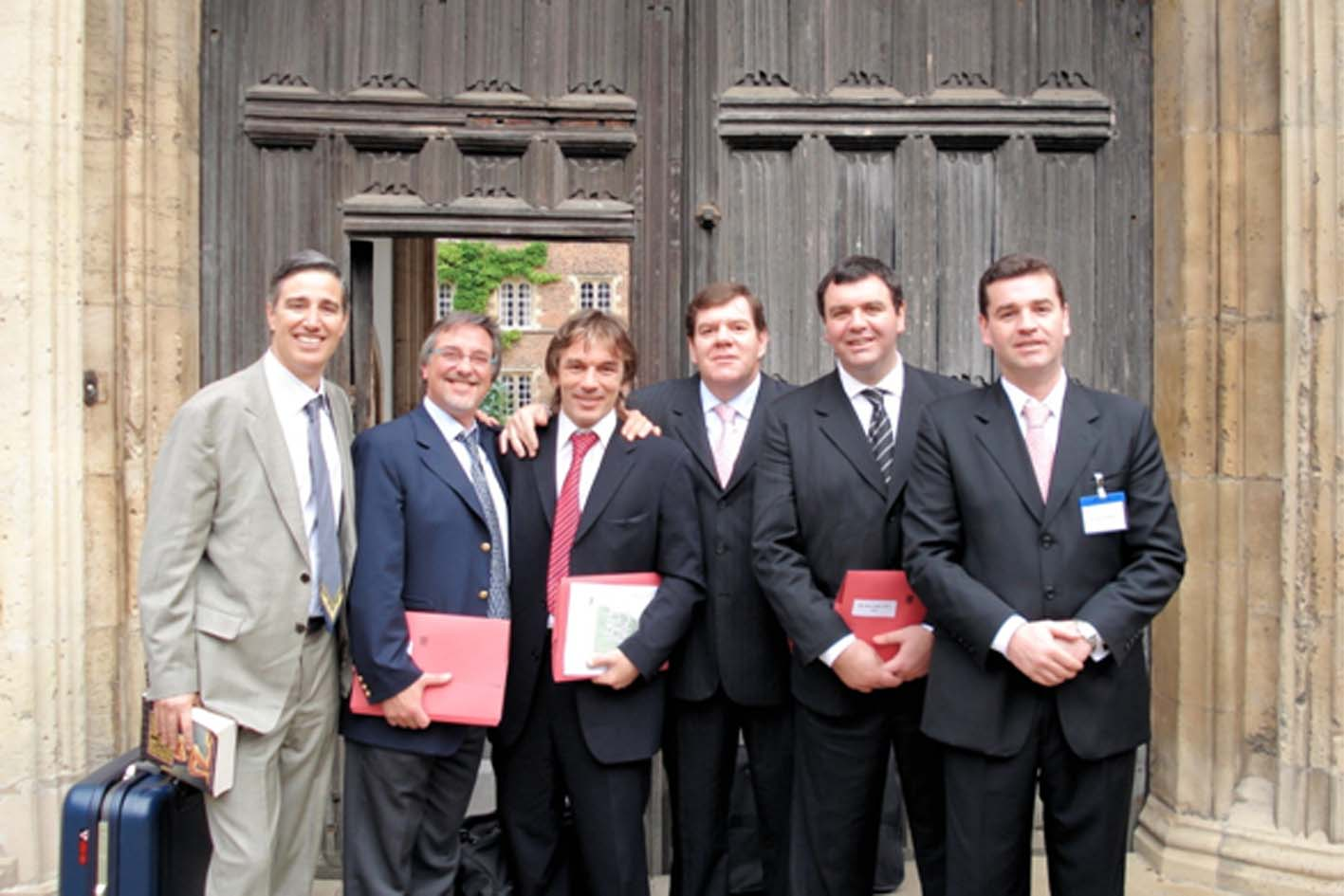
Lijo, segundo desde la derecha, junto con otros jueces federales argentinos.

Hijo de un matrimonio de docentes, creció en Villa Domínico, donde aún reside.[cita requerida] Egresó como Abogado de la Universidad de Buenos Aires, en aquel entonces ya trabajaba en el Poder judicial, en la Cámara del Crimen en la década de 1990.
Tiene a cargo el Juzgado Criminal y Correccional Federal n.º 4, ubicado en Comodoro Py 2002, 3.º piso, de la Ciudad Autónoma de Buenos Aires.
Trabajó en la Defensoría oficial del Poder Judicial. En 2004, fue nombrado por el presidente Néstor Kirchner al frente del Juzgado Federal n.º 4, junto a Daniel Rafecas, Julián Ercolini y Guillermo Montenegro; en aquel momento tenía 37 años.

### Candidatura a la Corte Suprema
En marzo del 2024, fue propuesto por el gobierno de Javier Milei como candidato a Juez de la Corte Suprema de Justicia para reemplazar la posición que dejó vacante Elena Highton de Nolasco.Dicha propuesta recibió múltiples impugnaciones.  Dado que existen denuncias contra Lijo que no han avanzado, una del año 2023 (expte. 107/2023) y otra del año 2024 (35/2024), varias instituciones judiciales se opusieron a su designación.Según el Instituto de Estudios Comparados en Ciencias Penales y Sociales (INECIP), Lijo sería el juez con peor desempeño de todo Comodoro Py y llegaría a la Corte con varias denuncias por mal desempeño en el Consejo de la Magistratura. 
El Colegio de la Ciudad de Buenos Aires consideró inaceptable la candidatura propuesta por el Poder Ejecutivo del juez Lijo.
En 2024, el Colegio publicó un comunicado en el que decía que “Lijo, juez a cargo del Juzgado Criminal y Correccional Federal número 4 de Comodoro Py 2002, ha sido reiteradamente cuestionado por mal desempeño ante el Consejo de la Magistratura de la Nación por su actuación irregular o morosa en causas de corrupción contra la Administración Pública Nacional” por lo que “no satisface los requisitos de idoneidad y aptitud requeridos para el cargo.”
El Foro de Estudios sobre la Administración de Justicia (FORES) y La Red de Entidades por la Justicia Independiente de Argentina (REJIA) se opusieron a su candidatura debido a sus antecedentes. La Academia Nacional de Derecho y Ciencias Sociales de Buenos Aires también se opuso con el argumento de que “La cobertura de cualquier vacante que se produzca en el alto tribunal de la República requiere del nombramiento de juristas relevantes e imparciales, que no solo posean condiciones de idoneidad para el ejercicio de esa alta función que les encomienda el Estado sino, fundamentalmente, una acrisolada moral pública, en el sentido que le atribuye el art. 19 de la C.N. a las acciones privadas de los hombres”. El Instituto para el Desarrollo Empresarial de la Argentina también se opuso y expresó que la Corte debe estar integrada por “personas de incuestionable honestidad, idoneidad, trayectoria, imparcialidad y, asimismo, que gocen de un amplio reconocimiento y valoración ante la opinión pública”. La Asociación Cristiana de Dirigentes de Empresas (ACDE) lo hizo con el argumento de que “quienes accedan a tan magno servicio al Bien Común deben ser funcionarios íntegros y honestos”. La Asociación de Fiscales y Funcionarios del Ministerio Público Fiscal de la Nación (Affun), la Asociación de Magistrados y Funcionarios de la Justicia Nacional (Amfjn), el Colegio de Magistrados y Funcionarios del Poder Judicial de la Provincia de Buenos Aires y la Junta de Tribunales Orales Federales de todo el país se opusieron a su designación con el argumento de que violaba las disposiciones legales vigentes en materia de paridad de género. La Red de Entidades Judiciales (Rejia), la Asociación de Mujeres Jueces de la Argentina, el Colegio de Magistrados y Funcionarios del Poder Judicial de la Provincia de Buenos Aires, la Federación Argentina de la Magistratura y la Función Judicial, la Red de Mujeres para la Justicia, el Colectivo Mujeres del Derecho se opusieron por los mismos motivos.
El 8 de mayo de 2024, en la sesión de la Cámara de Diputados de la provincia de Santa Fe se lo acusó de ser el juez  "más ineficaz e ineficiente que tiene la Justicia Federal en la Argentina",  conocido por las demoras en las causas de corrupción, por cómo ha implementado causas graves de la Argentina como YPF o Siemens.El 15 de agosto de 2024, La Cámara de Diputados de la Provincia de Santa Fe "declaró su más enérgico repudio y rechazo a la postulación del Juez Ariel Osear Lijo para ocupar el cargo de juez de la Corte Suprema de Justicia de la Nación, sospechado de haber cometido irregularidades en el desempeño de sus funciones de Juez Federal y con causas pendientes de resolución ante el Consejo de la Magistratura Nacional".
En 2025 fue denunciado tras la controversia por haber sobreseído a María Eugenia Vidal en una causa por enriquecimiento ilícito y aumento de patrimonio.había sido denunciada por la diferencia entre el patrimonio manifestado en su declaración jurada y el valor de un departamento que compró en Barrio Norte, cuando presentó una declaración jurada afirmando que patrimonio era sólo de 95.000 dólares, y pocos días después adquirió un departamento valorado en 340.000 dólares. En la causa fue favorecida por el juez Ariel Lijo, quien la sobreseyo dos días después de ser designado juez de la Suprema Corte mientras al mismo tiempo y en paralelo ocupaba un cargo como juez en Comodoro Py.caso por el que Lijo fue señalado en las impugnaciones es el emblemático caso de sobornos transnacionales conocido como Caso Siemens. Allí, fueron investigados y procesados los directivos de la empresa Siemens, acusados de pagar sobornos en Argentina con el fin de que la filial local resulte adjudicataria de una licitación para implementar un sistema migratorio e imprimir documentos de identidad. Los exfuncionarios argentinos implicados, entre quienes se encontraba Carlos Corach, nunca fueron investigados pese a que la firma reconoció en una investigación en los Estados Unidos haber pagado sobornos, tras revelar el diario la Nación la relación de amistad y sociedades cruzadas entre Lijo y la familia Corach.Días antes de la publicación Lijo había sobreseído a Corach en la causa Amiga.
El 25 de febrero de 2025, luego de que el Senado de la Nación no haya tratado su pliego durante el periodo de sesiones extraordinarias, el presidente Javier Milei decidió designarlo en comisión. Sin embargo, ante la negativa de la Corte Suprema de concederle una licencia a su cargo en el Juzgado Criminal y Correccional Federal n.º 4, no pudo asumir en el máximo tribunal. Finalmente, el 3 de abril el Senado rechazó su pliego con 43 votos en contra. De esta manera, el juez federal no podrá asumir como miembro de la Corte Suprema de la Nación.

## Casos destacados
Tuvo a su cargo la investigación de crímenes de lesa humanidad durante el autoproclamado Proceso de Reorganización Nacional, entre ellas la realizada en torno al Batallón de Inteligencia 601, donde se condenó al destituido general Cristino Nicolaides. Revocó un beneficio al condenado exmilitar Pascual Guerrieri, quien utilizaba unas salidas médicas para jugar al tenis, lo cual fue documentado por el programa televisivo Caiga quien caiga. En agosto de 2024 Lijo fue públicamente denunciado por Roberto Mazzoni, un sobreviviente de una red de trata de personas, quien acusó a Lijo de frenar la causa de una red de trata liderada por Alejandro Roemmers y un dirigente del equipo de fútbol River Plate; Mazzoni declaró en el Senado argentino que además de haber sido víctima de trata de personas, denunció en 2022 a los culpables y que la causa no se mueve por decisión de Lijo, agregando que Roemmers prestó declaración en la causa con un DNI falso.
Investigó las irregularidades en torno a la investigación por el atentado a la mutual judía AMIA, causa que elevó a juicio procesando al exjuez Juan José Galeano, al entonces titular de la Secretaría de Inteligencia (SIDE), Hugo Anzorreguy.
También investigó una denuncia contra los senadores del Frente para la Victoria, José Pampuro, Miguel Ángel Pichetto, y Nicolás Alejandro Fernández contra Julio Cobos,
Tiene a su cargo el caso Ciccone, en el cual es investigado el exvicepresidente Amado Boudou.

## Denuncias a Lijo
La Procuraduría de Criminalidad Económica y Lavado  lo denunció    por mal desempeño en la causa Siemens por su relación de amistad con la familia Corach, quienes blanquearon US$16 millones, por haber archivado la acusación. Alberto Lugones, cuya hija fue designada por Lijo en su juzgado,  desestimó esta acusación sin solicitar ninguna medida de prueba. Lugones afirmó que Lijo sea el jefe de mi hija de ninguna manera afecta mi imparcialidad como consejero.
En 2015, un informe de la Unidad de Información Financiera (UIF) encontró inconsistencias patrimoniales por su lujoso estilo de vida y un patrimonio que no se condice con los ingresos que pudiera haber obtenido en el ejercicio de su profesión.Lijo fue denunciado ante la Justicia por la tenencia de 1,7 millones de dólares en una cuenta suiza. 
En 2016, una auditoría del  Colegio de Abogados lo denunció por irregularidades en la tramitación de más de 20 causas por corrupción en el juzgado a cargo de Lijo.
En 2017, fue denunciado por supuesto incumplimiento de sus deberes de funcionario público al no haber declarado el haras "La Generación", tasado en 2.000.000 de dólares y haber puesto la propiedad a  nombre de su hermano. El Consejo de la Magistratura cerró el expediente debido a que la titularidad del haras era de Alfredo Lijo y no correspondía su investigación por no tratarse de un magistrado.
En 2018, Elisa Carrió presentó una denuncia por enriquecimiento ilícito contra Ariel Lijo y su hermano, Alfredo Lijo. Esta causa fue cerrada en 2021 por el juez Julián Ercolini con el respaldo del fiscal Franco Picardi. En la denuncia de Carrió se acusaba a los hermanos de garantizar impunidad a empresarios y funcionarios con problemas procesales, así como su involucramiento en actividades sospechosas de ilegalidad, como movimientos de dinero recibidos en una cuenta bancaria en Madrid. Estos fondos provenían de una sociedad llamada Tee Path y se canalizaron a través de un banco suizo antes de ser transferidos a cuentas en el Banco Galicia de Buenos Aires y el Pacific National Bank de Miami. La investigación también señaló otra cuenta bancaria en Uruguay asociada a Lijo y Gustavo Cinosi, un funcionario de la OEA.Según el periodista Carlos Pagni, esta causa es "la mejor demostración respecto de la existencia de una casta, de un entramado transversal y multipartidario de intereses oscuros".
En agosto de 2024 Lijo fue públicamente denunciado por Roberto Mazzoni, un sobreviviente de una red de trata de personas, quien acusó a Lijo de frenar la causa de una red de trata liderada por Alejandro Roemmers y un dirigente del equipo de fútbol River Plate; Mazzoni declaró en el Senado argentino que además de haber sido víctima de trata de personas, denunció en 2022 a los culpables y que la causa no se mueve por decisión de Lijo, agregando que Roemmers prestó declaración en la causa con un DNI falso.